# نیمه دیگر من (کتاب)
نیمه دیگر من (انگلیسی: The Other Side of Me) کتاب خودزندگی‌نامه‌ای و آخرین اثر از نویسندهٔ آمریکایی سیدنی شلدون است که در سال ۲۰۰۵ منتشر شد.